# Еліптична крива

Приклади еліптичних кривих над дійсними числами, визначених рівняннями вигляду y^{2} = x^{3} + a x + b, на області [-3,3]^{2}. Крива при a = b = 0 не еліптична.

Еліптична крива над полем K — це множина точок проективної площини над K, що задовольняють рівнянню
{\displaystyle y^{2}+a_{1}xy+a_{3}y=x^{3}+a_{2}x^{2}+a_{4}x+a_{6}~}
разом з точкою на нескінченності та не містить особливих точок.
Еліптичні криві є одним з основних об'єктів вивчення в сучасній теорії чисел і криптографії. Наприклад, вони були використані при доведенні Великої теореми Ферма. Еліптична криптографія є самостійним розділом криптографії, що присвячений вивченню криптосистем на базі еліптичних кривих. Еліптичні криві також застосовуються в деяких алгоритмах факторизації (наприклад Алгоритм Ленстри) і тестування простоти чисел. Зокрема, у класичній механіці за допомогою їх можна описати рух дзиґи.
Еліпс не є еліптичною кривою. Термін «еліптична крива» походить від терміна «еліптичний інтеграл».

## Еліптичні криві над дійсними числами

Графіки кривих y^{2} = x^{3} − x та y^{2} = x^{3} − x + 1

Формальне визначення еліптичної кривої важке для розуміння і вимагає деяких знань з алгебричної геометрії, але деякі властивості еліптичних кривих над дійсними числами можна описати, використовуючи тільки початкові знання з алгебри та геометрії.
Рівняння еліптичної кривої над дійсними числами можна спростити до вигляду (називається рівнянням Вейєрштрасса):
{\displaystyle y^{2}=x^{3}+ax+b~},
де {\displaystyle a} і {\displaystyle b} — дійсні числа.
Визначення еліптичної кривої також вимагає, щоб така крива не мала особливих точок. Геометрично це значить, що графік не повинен мати каспів та самоперетинів. Алгебрично це виконується тоді і тільки тоді, коли дискримінант
{\displaystyle \Delta =-16(4a^{3}+27b^{2})~}
не дорівнює нулю. Хоч коефіцієнт -16 не впливає на визначення того, чи має крива особливі точки, але він використовується при більш глибокому вивчені еліптичних кривих.
Графік кривої без особливих точок складається з двох частин, якщо її дискримінант додатний, та з однієї — якщо від'ємний. Наприклад, для графіків на рисунку в першому випадку дискримінант дорівнює {\displaystyle 64}, а в другому — {\displaystyle -368}.

## Груповий закон
При роботі в проективному просторі можна побудувати групову структуру на будь-якій кубічній кривій. Крива, яка задовольняє рівняння у вигляді Вейєрштрасса, матиме точку на нескінченності {\displaystyle O} з однорідними координатами {\displaystyle (0:1:0)}, яка буде нейтральним елементом в групі.
Оскільки крива симетрична відносно осі абсцис, то для будь-якої скінченної точки {\displaystyle P} протилежною до неї точку {\displaystyle -P} можна визначити як симетричну точку відносно осі абсцис. Для {\displaystyle O} буде {\displaystyle -O=O}.
Якщо {\displaystyle P} та {\displaystyle Q} — дві точки на кривій, то ми можемо однозначно описати третю точку {\displaystyle P+Q} наступним чином: спочатку проведемо пряму через точки {\displaystyle P} та {\displaystyle Q}. Ця пряма перетне криву також у третій точці {\displaystyle R}. Далі візьмемо {\displaystyle P+Q} рівною {\displaystyle -R}.
Отримане визначення додавання точок працює за винятком кількох спеціальних випадків, пов'язаних з точкою на нескінченності та кратністю перетину. Далі визначимо {\displaystyle P+O=P=O+P}. Це робить {\displaystyle O} нейтральним елементом групи. Потім, якщо {\displaystyle P} та {\displaystyle Q} протилежні, то визначимо {\displaystyle P+Q=O}. У випадку, коли {\displaystyle P=Q} буде тільки одна точка, через яку проведемо дотичну до кривої. У більшості випадків дотична буде перетинати криву у другій точці {\displaystyle R}, візьмемо її як протилежну до {\displaystyle 2P}. Однак, якщо {\displaystyle P} буде точкою перегину, то за {\displaystyle R} візьмемо {\displaystyle P}, і в цьому випадку буде {\displaystyle 2P=O}.
Для кубічної кривої, яка не задовольняє рівняння у вигляді Вейєрштрасса, все ще можна побудувати групову структуру, визначивши одну з дев'яти точок перегину як нейтральний елемент {\displaystyle O}. У проективній площині кожна пряма перетинає криву у трьох точках з урахуванням кратності. Для точки {\displaystyle P} протилежна їй {\displaystyle -P} визначається як третя точка на прямій, що проходить через {\displaystyle O} та {\displaystyle P}. Тоді для будь-яких точок {\displaystyle P} та {\displaystyle Q} сума {\displaystyle P+Q} визначається як {\displaystyle -R}, де {\displaystyle R} є третьою з точок, у яких пряма, що проходить через {\displaystyle P} та {\displaystyle Q}, перетинає криву.
Нехай {\displaystyle K} - поле, над яким визначається еліптична крива, позначимо цю криву через {\displaystyle E}. Тоді {\displaystyle K}-раціональні точки {\displaystyle E} - це точки на {\displaystyle E}, координати яких з {\displaystyle K}, та містять точку на нескінченності. Отримана множина {\displaystyle K}-раціональних точок позначається через {\displaystyle E(K)}. Вона також утворює групу, оскільки властивості алгебричних рівнянь показують, що якщо {\displaystyle P} знаходиться в {\displaystyle E(K)}, то і {\displaystyle -P} також є в {\displaystyle E(K)}, та якщо принаймні дві точки з трьох {\displaystyle P}, {\displaystyle Q} і {\displaystyle R} містяться в {\displaystyle E(K)}, то і третя теж. Крім того, якщо {\displaystyle K} є підполем {\displaystyle L}, то {\displaystyle E(K)} є підгрупою {\displaystyle E(L)}.
Вищеописану групу можна визначити як алгебраїчно, так і геометрично. Нехай крива задовольняє рівняння {\displaystyle y^{2}=x^{3}+ax+b} над полем {\displaystyle K} (характеристика якого не рівна 2, 3), точки {\displaystyle P=(x_{P},y_{P})} та {\displaystyle Q=(x_{Q},y_{Q})} лежать на цій кривій. Спочатку розглянемо випадок, коли {\displaystyle x_{P}\neq x_{Q}} (перший рисунок нижче). Нехай {\displaystyle y=sx+d} — пряма, що проходить через P і Q, тоді вона матиме такий кутовий коефіцієнт:
{\displaystyle s={\frac {y_{P}-y_{Q}}{x_{P}-x_{Q}}}~}
Оскільки {\displaystyle K} — поле, то {\displaystyle s} визначений. Рівняння прямої та рівняння кривої мають однакові значення {\displaystyle y} у точках {\displaystyle x_{P}}, {\displaystyle x_{Q}} та {\displaystyle x_{R}}.
{\displaystyle (sx+d)^{2}=x^{3}+ax+b~}
яке еквівалентне {\displaystyle 0=x^{3}-s^{2}x^{2}-2sdx+ax+b-d^{2}}. Ми знаємо, що це рівняння має корені {\displaystyle x_{P}}, {\displaystyle x_{Q}} та {\displaystyle x_{R}}. Запишемо
{\displaystyle (x-x_{P})(x-x_{Q})(x-x_{R})=x^{3}-(x_{P}+x_{Q}+x_{R})x^{2}+(x_{P}x_{Q}+x_{P}x_{R}+x_{Q}x_{R})x-x_{P}x_{Q}x_{R}~}
З прирівняння коефіцієнтів при {\displaystyle x^{2}} та з рівняння прямої через дві точки знаходимо значення {\displaystyle x_{R}} та {\displaystyle y_{R}}. Таким чином отримаємо {\displaystyle R=(x_{R},y_{R})=-(P+Q)}, де
{\displaystyle x_{R}=s^{2}-x_{P}-x_{Q}~},
{\displaystyle y_{R}=y_{P}+s(x_{R}-x_{P})~}.
Звідси
{\displaystyle x_{P+Q}=s^{2}-x_{P}-x_{Q}~},
{\displaystyle y_{P+Q}=s(x_{P}-x_{P+Q})-y_{P}~}.
Якщо {\displaystyle x_{P}=x_{Q}}, то існує два варіанти:
1) {\displaystyle y_{P}=-y_{Q}} (третій та четвертий рисунки нижче), включаючи випадок, коли {\displaystyle y_{P}=y_{Q}=0} (четвертий рисунок), тоді сума точок {\displaystyle P} та {\displaystyle Q} дорівнюватиме {\displaystyle O}. Таким чином протилежною до кожної точки є точка симетрична відносно осі {\displaystyle Ox}.
2) {\displaystyle y_{P}=y_{Q}\neq 0}, тоді {\displaystyle Q=P} та {\displaystyle R=(x_{R},y_{R})=-(P+P)=-2P=-2Q} (другий рисунок) знаходиться наступним чином:
{\displaystyle s={\frac {3x_{P}^{2}+a}{2y_{P}}}~},
{\displaystyle x_{R}=s^{2}-2x_{P}~},
{\displaystyle y_{R}=y_{P}+s(x_{R}-x_{P})~}.
Звідси
{\displaystyle x_{2P}=s^{2}-2x_{P}~},
{\displaystyle y_{2P}=s(x_{P}-x_{2P})-y_{P}~}.

## Еліптичні криві над полем комплексних чисел
Формулювання еліптичних кривих як вкладення тора в комплексну проективну площину випливає безпосередньо з властивості еліптичних функцій Вейєрштрасса. Ці функції і їх перші похідні пов'язані формулою:
{\displaystyle \wp '(z)^{2}=4\wp (z)^{3}-g_{2}\wp (z)-g_{3}}.
Тут {\displaystyle g_{2}} і {\displaystyle g_{3}} — константи; {\displaystyle \wp (z)} — еліптична функція Вейєрштрасса, а {\displaystyle \wp '(z)} — її похідна. Видно, що співвідношення—у вигляді еліптичної кривої (над комплексними числами). Функції Вейерштрасса двічі періодичні; тобто, вони є періодичними у відношенні ґратки {\displaystyle \Lambda .} По суті, функції Вейєрштрасса натурально визначені на торі {\displaystyle T=\mathbb {C} /\Lambda }. Цей тор може бути вкладений в комплексну проектну площину відображенням
{\displaystyle z\to (1,\wp (z)\wp '(z))}.
Це відображення — груповий ізоморфізм, що відображає структуру натуральної групи тора в проективну площину. Крім того, це ізоморфізм поверхонь Рімана, тобто, топологічно, дану еліптичну криву можна розглянути як тор. Якщо ґратка {\displaystyle \Lambda } пов'язана із ґраткою {\displaystyle c\Lambda } множенням на ненульове комплексне число {\displaystyle c}, то відповідні криві ізоморфні. Класи ізоморфізму еліптичних кривих визначені j-інваріантом.
Класи ізоморфізму можна розглянути простішим способом. Константи {\displaystyle g_{2}} і {\displaystyle g_{3}}, що називаються модулярними інваріантами, єдиним чином визначені структурою тора. Втім, комплексні числа є полем розкладу для многочленів, а значить, еліптичні криві можна записати як
{\displaystyle y^{2}=x(x-1)(x-\lambda )}.
Можна показати, що
{\displaystyle g_{2}={\frac {4^{1/3}}{3}}(\lambda ^{2}-\lambda +1)}
і
{\displaystyle g_{3}={\frac {1}{27}}(\lambda +1)(2\lambda ^{2}-5\lambda +2)},
отже модулярний дискримінант рівний
{\displaystyle \Delta =g_{2}^{3}-27g_{3}^{2}=\lambda ^{2}(\lambda -1)^{2}}.
Тут λ іноді називають модулярною лямбда-функцією.

## Зв'язок із теорією чисел
Теорема Морделла — Вейля стверджує, що якщо поле {\displaystyle K} — поле раціональних чисел (або, взагалі числовим полем), то група {\displaystyle K}-раціональних точок є скінченно породженою. Це означає, що група може бути виражена як пряма сума вільної абелевої групи і скінченної підгрупи кручення. Хоч і відносно легко визначити підгрупу кручення {\displaystyle E(K)}, але немає загального алгоритму для обчислення рангу вільної підгрупи. Формула для обчислення рангу дається в гіпотезі Бірча і Свіннертона-Даєра.
Недавнє доведення Великої теореми Ферма було зроблено за допомогою доведення особливого випадку теореми Таніями — Шимури, про зв'язок еліптичних кривих над раціональними числами з модулярними формами; ця теорема згодом була доведена і в цілому.
Точне число раціональних точок еліптичної кривої {\displaystyle E} над скінченним полем {\displaystyle \mathbb {F} _{p}} достатньо важко обчислити, але теорема Гассе стверджує, що
{\displaystyle \left|\sharp E(\mathbb {F} _{p})-p-1\right|<2{\sqrt {p}}}.
Число точок на даній кривій може бути обчислено за допомогою алгоритму Шуфа.

## Еліптичні криві над довільним полем
Еліптичні криві можуть бути визначені над довільним полем {\displaystyle K}; формально, еліптична крива визначається як невироджена проектна алгебрична крива над {\displaystyle K} з родом 1 з заданою точкою, визначеною над {\displaystyle K}.
Якщо характеристика поля {\displaystyle K} не рівна 2 та 3, то будь-яка еліптична крива над {\displaystyle K} може бути записана у вигляді
{\displaystyle y^{2}=x^{3}-px-q},
де {\displaystyle p} і {\displaystyle q} — такі елементи {\displaystyle K}, що многочлен {\displaystyle x^{3}-px-q} (права сторона) не має кратного кореня. Якщо характеристика рівна 2 або 3, то необхідно ввести ще декілька умов: якщо характеристика поля дорівнює 3, то загальне рівняння можна звести до вигляду
{\displaystyle y^{2}=4x^{3}+b_{2}x^{2}+b_{4}x+b_{6}~},
де {\displaystyle b_{2}}, {\displaystyle b_{4}}, {\displaystyle b_{6}} — константи, і поліном праворуч має тільки прості корені (позначення обрано з історичних причин). У полі характеристики 2 багато чого неможливо, тому загальне рівняння залишається без змін
{\displaystyle y^{2}+a_{1}xy+a_{3}y=x^{3}+a_{2}x^{2}+a_{4}x+a_{6}~}
за умови, що точки, які його задовольняють не будуть особливими. Якби характеристика не була перешкодою, то кожне рівняння зменшилось би до попереднього 
шляхом заміни змінних.
Можна узяти криву як множину всіх точок {\displaystyle (x,y)}, які задовольняють вищезгаданому рівнянню, а {\displaystyle x} і {\displaystyle y} одночасно є елементами алгебричного замикання поля {\displaystyle K}. Точки кривої, обидві координати яких належать {\displaystyle K}, називаються {\displaystyle K}-раціональними точками.

## Еліптичні криві над скінченним полем

Множина скінченних точок еліптичної кривої y^{2} = x^{3} − x над скінченним полем F_{61}.

Нехай {\displaystyle K=\mathbb {F} _{q}} скінченне поле з {\displaystyle q} елементів та {\displaystyle E} еліптична крива визначена над {\displaystyle K}. Точну кількість раціональних точок еліптичної кривої {\displaystyle E} над {\displaystyle K} взагалі досить важко обчислити. Теорема Гассе про еліптичні криві дає, враховуючи точку на нескінченності, таку оцінку:
{\displaystyle |\#E(K)-(q+1)|\leq 2{\sqrt {q}}}
Іншими словами, кількість точок кривої зростає приблизно так само як кількість елементів у полі.

Множина скінченних точок еліптичної кривої y^{2} = x^{3} − x над скінченним полем F_{71}.

Множина точок {\displaystyle E(\mathbb {F} _{q})} — скінченна абелева група. Вона завжди циклічна або ізоморфна прямій сумі двох циклічних груп.  Наприклад, крива, визначена рівнянням {\displaystyle y^{2}=x^{3}-x}, над полем {\displaystyle \mathbb {F} _{71}} має 72 точки (71 скінченних точок враховуючи {\displaystyle (0,0)} та одна точка на нескінченності) та ізоморфна {\displaystyle \mathbb {Z} _{2}\oplus \mathbb {Z} _{36}}. Кількість точок на певній кривій можна обчислити через алгоритм Шуфа.
Вивчення кривої над розширеннями поля {\displaystyle \mathbb {F} _{q}} полегшується введенням локальної дзета-функції для {\displaystyle E(\mathbb {F} _{q})}, визначеної наступним чином
{\displaystyle Z(E(K),T)\equiv \exp \left(\sum _{n=1}^{\infty }\#\left[E(K_{n})\right]{T^{n} \over n}\right)},
де поле {\displaystyle K_{n}} — це (з точністю до ізоморфізму) розширення поля {\displaystyle K=\mathbb {F} _{q}} степеня n (тобто {\displaystyle \mathbb {F} _{q^{n}}}). Ця дзета-функція є раціональною функцією від T. Існує ціле число {\displaystyle a} таке, що
{\displaystyle Z(E(K),T)={\frac {1-aT+qT^{2}}{(1-T)(1-qT)}}}
Крім того,
{\displaystyle {\begin{aligned}Z\left(E(K),{\frac {1}{qT}}\right)&=Z(E(K),T),\\1-aT+qT^{2}&=(1-\alpha T)(1-\beta T),\end{aligned}}}
де {\displaystyle \alpha ,\beta \in \mathbb {C} } і {\displaystyle |\alpha |=|\beta |={\sqrt {q}}}. Цей результат є окремим випадком гіпотез Вейля. Наприклад, дзета-функція для {\displaystyle E:y^{2}+y=x^{3}} над полем {\displaystyle F_{2}} дорівнює
{\displaystyle {\frac {1+2T^{2}}{(1-T)(1-2T)}}}
це випливає з того, що
{\displaystyle \left|E(\mathbf {F} _{2^{r}})\right|={\begin{cases}2^{r}+1&r=2k-1\\2^{r}+1-2(-2)^{\frac {r}{2}}&r=2k\end{cases}},k\in \mathbb {N} ~}.

## Застосування
Еліптичні криві над скінченними полями використовуються в криптографії (див. Еліптична криптографія) та при факторизації великих цілих чисел. Ці застосунки зазвичай використовують групову структуру на точках еліптичної кривої. 
З 1998 року використовування еліптичних кривих для розв'язування криптографічних завдань, таких як цифровий підпис, було закріплено у стандартах США ANSI X9.62 та FIPS 186–2. В Україні ухвалений стандарт цифрового підпису базується на еліптичних кривих ДСТУ 4145-2002.